# Adonisea meskeana
Adonisea meskeana là một loài bướm đêm trong họ Noctuidae.